# Synallaxe à gorge rayée
Leptasthenura xenothorax
Espèce
Statut de conservation UICN

 EN B1ab(i,ii,iii,v);C2a(i) : En danger
Le Synallaxe à gorge rayée (Leptasthenura xenothorax), aussi appelé Fournier à sourcils blancs est une espèce de passereaux de la famille des Furnariidae. Il a été décrit par Frank Chapman en 1921.

## Répartition
Le Synallaxe à gorge rayée est endémique du Pérou.

## Menaces
Le Synallaxe à gorge rayée est une espèce menacée, sa population est en baisse.